# 박준선 (1966년)
박준선(朴俊宣, 1966년 6월 23일 ~ )은 대한민국의 법조인 출신 정치인으로, 제18대 국회의원이다.

## 학력
- 서울답십리초등학교 졸업
- 전농중학교 졸업
- 성동고등학교 졸업
- 서울대학교 법과대학 법학과 학사

## 경력
- 제34회 사법시험 합격
- 울산지방검찰청 검사
- 광주지방검찰청 검사
- 서울지방검찰청 검사
- 대한변호사협회 독도수호대책특별위원회 위원
- 대한변호사협회 이사, 인권위원
- 비젼힐스 휠체어농구단 단장
- 오스트레일리아 시드니 대학교 법과대학 객원연구원
- 오스트레일리아 OECD소비자정책위원회 정부대표
- 제네바 세계 보건 기구 담배 규제 협약 정부대표
- 대한민국 법무부 국제법무과 국제통상업무 담당 검사
- 법무법인 홍윤 대표변호사
- 용인시 고문변호사
- 한나라당 이명박 후보 선거대책위원회 클린정치위원회 법률지원팀 팀장
- 이명박 대통령 경선캠프 법률지원단 단장
- 제17대 대통령직인수위원회 법무행정분과 자문위원
- 새누리당
- 바른정당 당무본부장
- 바른미래당 서울시당 동대문을 공동지역위원장

## 의정활동
- 제18대 한나라당 국회의원(경기 용인시 기흥구)
- 국회 법제사법위원회 위원
- 국회 일자리만들기특별위원회 위원
- 한나라당 일자리 지키기, 나누기, 만들기 특별위원회 위원
- 한나라당 공천제도개혁특별위원회 간사 겸 대변인
- 한나라당 법제사법정책조정위원회 부위원장
- 한나라당 경기도당 윤리위원장
- 한나라당 경기도당 법률지원 단장
- 국회 환경노동위원회 위원
- 국회 운영위원회 위원
- 국회 윤리특별위원회 위원
- 한나라당 경기도당 동부권당원협의회 본부장
- 한나라당 인권위원회 의원
- 저탄소 녹색성장 국민포럼 운영위원회 위원장
- 용인시 기흥구 당원협의회 위원장
- 한나라당 제5정책조정위원회 부위원장
- 2011. 11. 한미FTA 찬성
- 2011. 12. 인천공항 매각안 발의

## 역대 선거 결과
|  | 47.59% |

|  | 38.15% |

## 같이 보기
- 용인시 기흥구 (선거구)
- 용인시 기흥구의 국회의원